# Brzeźno (jezioro na Pojezierzu Drawskim)
Brzeźno – jezioro położone na terenie gminy Węgorzyno, powiat łobeski, województwo zachodniopomorskie. Jezioro słodkowodne, wchodzące w skład jezior Pojezierza Drawskiego. Ma ono powierzchnię 98,6 ha. Według typologii rybackiej jest jeziorem linowo-szczupakowym, można tu spotkać takie gatunki ryb, jak: szczupak, okoń, węgorz, karaś, leszcz, płoć, lin.
Od wschodniego brzegu do jeziora uchodzi struga Brzeźnica, a od południowego rzeka Brzeźnicka Węgorza, która uchodzi przy północno-zachodnim brzegu.